# Sele (gmina Ravne na Koroškem)
Sele – wieś w Słowenii, w gminie Ravne na Koroškem. W 2018 roku pozostawała niezamieszkana.